# Post-fascisme
 (septembre 2022).
Si vous disposez d'ouvrages ou d'articles de référence ou si vous connaissez des sites web de qualité traitant du thème abordé ici, merci de compléter l'article en donnant les références utiles à sa vérifiabilité et en les liant à la section « Notes et références ».

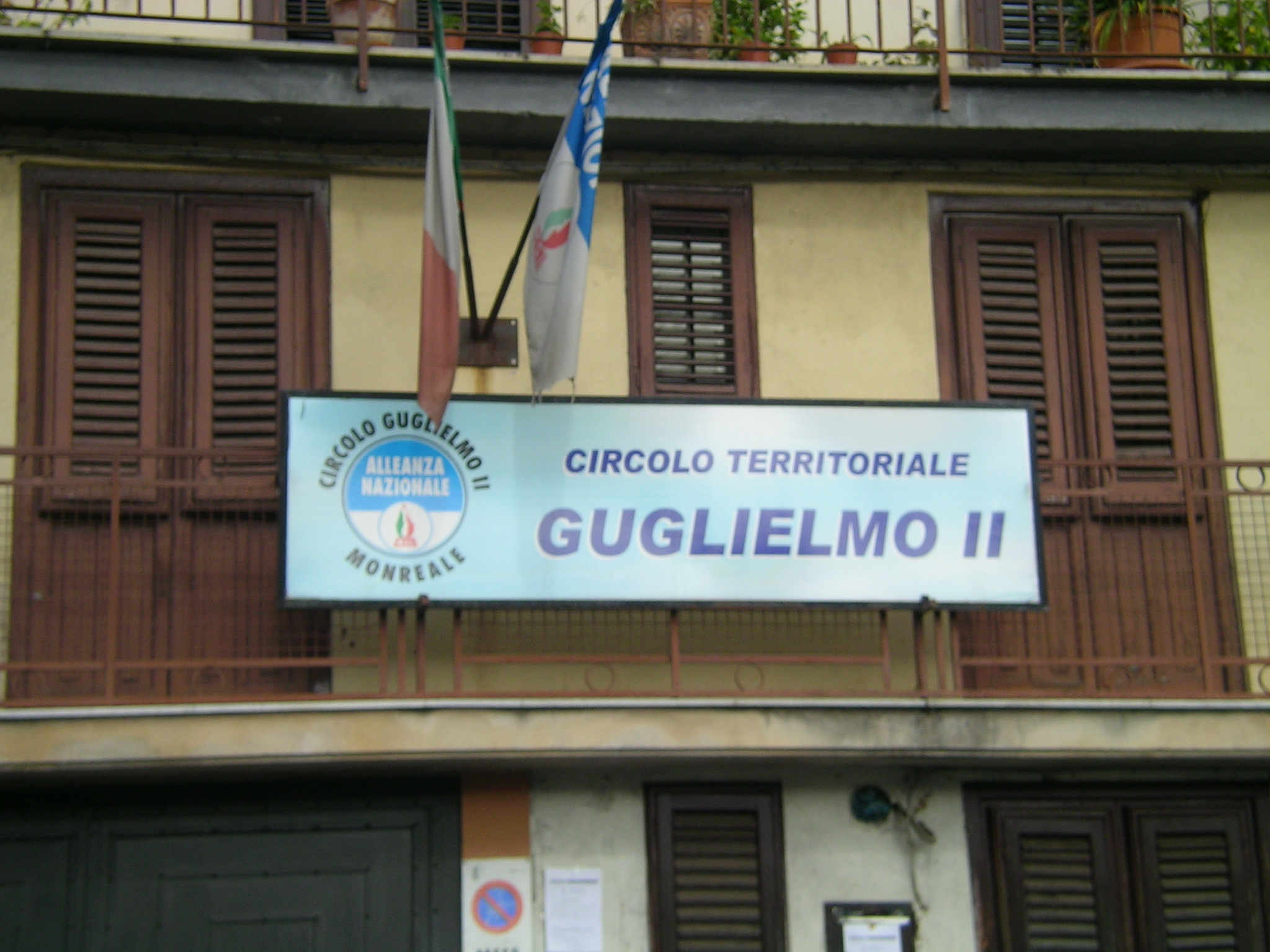
Bureau de l'Alleanza Nazionale à Monreale (Sicile)

Le terme post-fascisme est apparu pour caractériser la position spécifique de mouvements politiques italiens d'après-guerre revendiquant l'héritage fasciste tout en connaissant un processus de révision idéologique et stratégique qui les conduit à abandonner la perspective autoritaire voire totalitaire pour plutôt ouvrir un dialogue avec les forces de la droite traditionnelle modérée ou conservatrice et s'intégrer dans les institutions démocratiques. Il s'agissait notamment d'appréhender le parcours du MSI de Giorgio Almirante et Gianfranco Fini, dont le mot d'ordre était « Ne pas renier [le régime fasciste], mais ne pas [le] restaurer » et qui a fini par se fondre dans les coalitions de droite conduites par Silvio Berlusconi. 
Si le terme reste utilisé dans cette acception pour désigner des mouvements italiens issus d'une telle tradition, notamment Fratelli d'Italia de Giorgia Meloni, il est aussi par ailleurs mobilisé par certains dans une perspective plus large pour analyser les droites radicales qui connaissent une expansion au XXIe siècle. 

## Éléments de définition
En Italie, le post-fascisme correspond à un héritage historique fasciste, divergeant donc avec le récit fondateur du régime républicain, mais sans volonté de rompre avec les institutions démocratiques pour restaurer un régime autoritaire. Le dictionnaire Garzanti en donne la définition suivante : « orientation politique consistant à dépasser partiellement ou totalement un passé fasciste ou néofasciste sans toutefois le renier ». 
L'économiste Edmund Phelps remarque que, si le post-fascisme correspond bien à un phénomène d'évolution de mouvements aux racines fascistes vers la droite modérée classique, le contenu idéologique du concept reste « pour le moins imprécis ».    
Le concept de post-fascisme implique la présence de points communs et de différences avec le fascisme classique. L'historien Enzo Traverso (qui utilise ce terme dans une perspective contemporaine et plus large que le seul contexte italien) estime que des points de continuité sont le nationalisme ou la xénophobie mais identifie aussi plusieurs différences idéologiques. Là où le fascisme originel revendiquait une ambition révolutionnaire et de mobiliser les masses au service de la construction d'une utopie et d'un homme nouveau, le post-fascisme ne présenterait ainsi pas ces aspects et serait « profondément conservateur, voire réactionnaire ». Les mouvements post-fascistes se distingueraient également en ne cherchant pas à adopter une organisation militarisée. Plus spécifiquement, le postfascisme ne se définirait pour sa part guère à travers l'anticommunisme, qui était central dans le fascisme mais est en tout état de cause moins pertinent depuis la fin de la guerre froide. 
Les mouvements postfascistes semblent souvent avoir rompu avec l'ultra-nationalisme au profit d'un nationalisme très modéré[réf. nécessaire], avec l'antisémitisme du fascisme historique, voire soutiennent l'État d'Israël et sont atlantistes sur le plan géopolitique, ils auraient remplacé l'aspect antisémite par d'autres formes d'hostilités, notamment l'islamophobie.

## Un concept utilisé pour analyser l'évolution historique de la droite radicale italienne

### Émergence du post-fascisme au sein du Mouvement social italien
L'idée de post-fascisme se développe au sein du Mouvement social italien, créé après la guerre par d'anciens fascistes revendiqués. S'il décrit dès le premier congrès de 1948 son rapport au régime fasciste par le slogan caractéristique « Ne pas renier, ne pas restaurer », le tournant post-fasciste s'impose en fait progressivement sous l'impulsion de ses dirigeants Giorgio Almirante puis Gianfranco Fini et au terme de débats internes à l'organisation.
Le parti se retrouve dès l'origine divisé en différentes tendances politiques. Un courant nationaliste révolutionnaire, représenté par Pino Rauti s'oppose à un courant plus conservateur, mené par Arturo Michelini. La position de ce dernier, président du parti de 1954 à 1969 peut être identifiée comme précurseur du post-fascisme et il avait déjà proposé de donner au parti non seulement un visage antisystème, mais surtout un visage légaliste capable d'attirer un électorat conservateur acquis aux démocrates chrétiens ou aux libéraux.
La direction donné par Almirante dans les années 1970 puis le contexte de recomposition des années 1980, avec la dissolution des partis gouvernementaux traditionnels (DC, PSI, PSDI, Pli, Pri) et la transformation dans un sens réformiste du PCI, favorisent l'affirmation croissante d'une ligne post-fasciste, qui devient centrale avec l'arrivée à la direction du parti de Gianfranco Fini se concrétise par l'entrée dans le gouvernement Berlusconi I.

### Aboutissement du post-fascisme avec Alliance nationale
Le post-fascisme est présenté comme la base de la refondation du parti effectuée en 1995 par Fini, qui le rebaptise Alliance nationale. Cette mutation doit accompagner une intégration au sein des coalitions parlementaires de droite, mais tranche ainsi avec le courant révolutionnaire et partisan d'un dépassement du clivage gauche-droite de Rauti, qui fait scission pour fonder le Mouvement social flamme tricolore.
Adoptant formellement des positions de droite plus classiques, Alliance nationale finit par s'auto-dissoudre en 2009 pour rejoindre Le Peuple de la liberté de Silvio Berlusconi.

### Utilisation contemporaine concernant Frères d'Italie
Le parti Frères d'Italie est couramment qualifié de post-fasciste, ce qui s'explique par la conjonction de plusieurs éléments.
D'une part, il revendique l'héritage du MSI et beaucoup de ses cadres, dont Giorgia Meloni, en ont été membres. Il a multiplié les prises de position a minima ambigues vis à vis de la période fasciste, réintroduit une symbolique fasciste qui avait été écartée par Fini et a pu refuser de condamner le régime. Ce rapport au régime fasciste avait par exemple valu au parti d'être qualifié de post-fasciste en 2019 alors qu'il avait choisi comme tête de liste aux élections européennes Caio Giulio Cesare Mussolini, descendant du Duce, qui avait fait campagne avec le slogan « L'histoire, le futur, l'Italie », en refusant de condamner l'expérience fasciste et en multipliant les allusions à cette période. Une partie de l'électorat du parti est ou a été nostalgique du fascisme et Meloni elle-même faisait l'apologie du Duce dans sa jeunesse.
D'autre part, le parti mêle dans son programme cette tradition avec « certains éléments conservateurs et néolibéraux » selon Piero Ignazi, universitaire spécialiste du parti. Il se lie aux organisations de droite traditionnelle et cherche dans une certaine mesure à normaliser son image pour accéder au pouvoir dans un cadre parlementaire, ce que Nicolas Lebourg met en parallèle avec la trajectoire post-fasciste de la période charnière entre le MSI et Alliance nationale.
Le sociologue Ugo Palheta (maître de conférences à l'Université de Lille et auteur de La Nouvelle Internationale fasciste) estime, pour sa part, que Giorgia Meloni est « plutôt néo-fasciste » que post-fasciste, notamment parce qu'elle « n'est pas en rupture avec le fascisme historique ».

## Tentatives de mobilisation du concept au-delà du contexte italien
Le terme de post-fascisme est utilisé par certains pour caractériser les mouvements de droite radicale qui connaissent une croissance notable à partir des années 2000. Enzo Traverso préfère ainsi cette terminologie à celle de national-populisme telle que théorisée par Nicolas Lebourg et Jean-Yves Camus, trouvant le concept de populisme peu rigoureux et incapable de rendre compte des racines historiques qu'auraient ces mouvements. Il affirme que le concept de post-fascisme permet de rendre compte des continuités et des mutations de l'extrême droite, alors même que ces mouvements, à l'exception de certains tels Aube dorée en Grèce, ont profondément évolué par rapport au fascisme originel et son contexte,,.

## Différences entre néofascistes et post-fascistes
- Tandis que les néofascistes prônent une révolution, les post-fascistes sont réformistes.
- Alors que les néofascistes sont partisans d'un ultranationalisme et la socialisation, les post-fascistes prônent un national-conservatisme modéré et défendent le libéralisme économique.
- Au niveau géopolitique, les néofascistes sont anti-américains, antisionistes et anticommunistes tandis les post-fascistes se caractérisent par leurs positions atlantistes, pro-israélienne et n'ont comme point commun que l'anticommunisme.
- Les néofascistes critiquent le système démocratique tandis que les post-fascistes le soutiennent.